# Бурый уголь

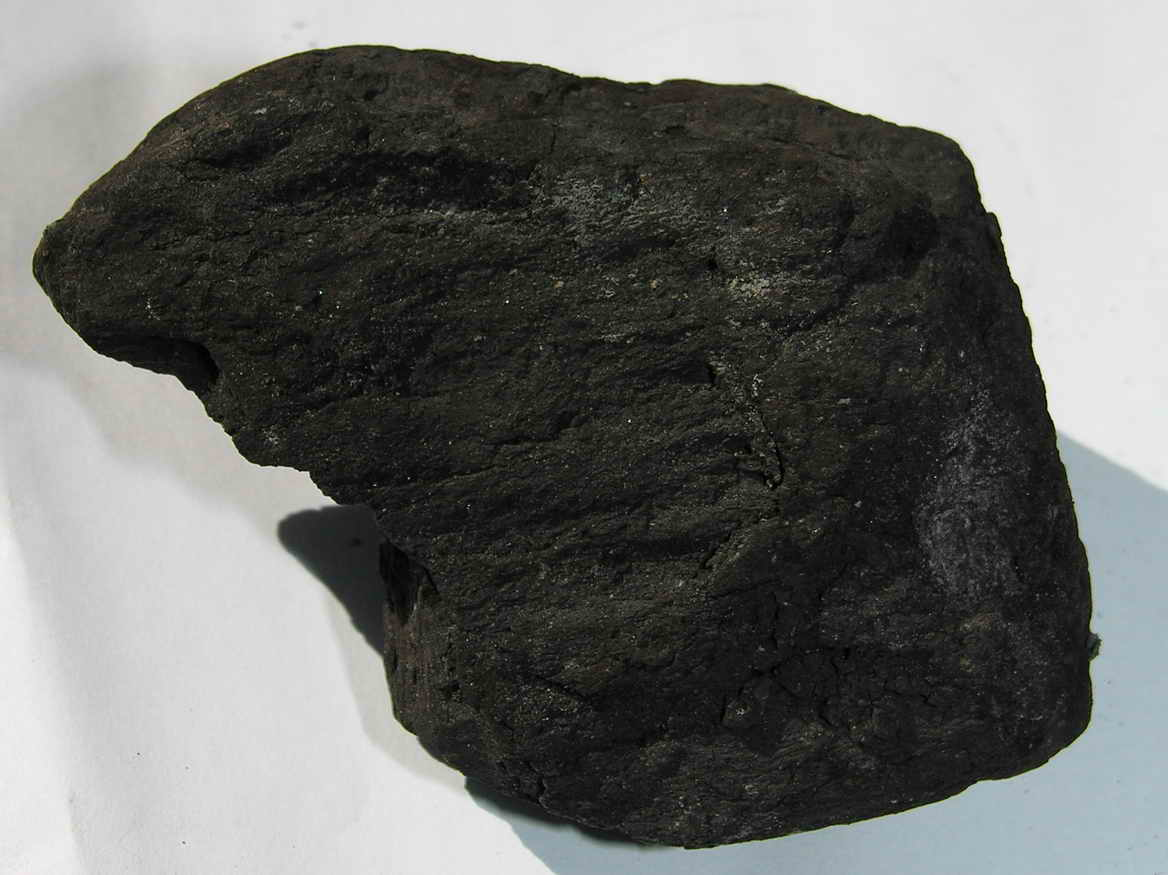
Кусок бурого угля высокой степени разложения, имеет чёрный цвет и слабослоистую структуру

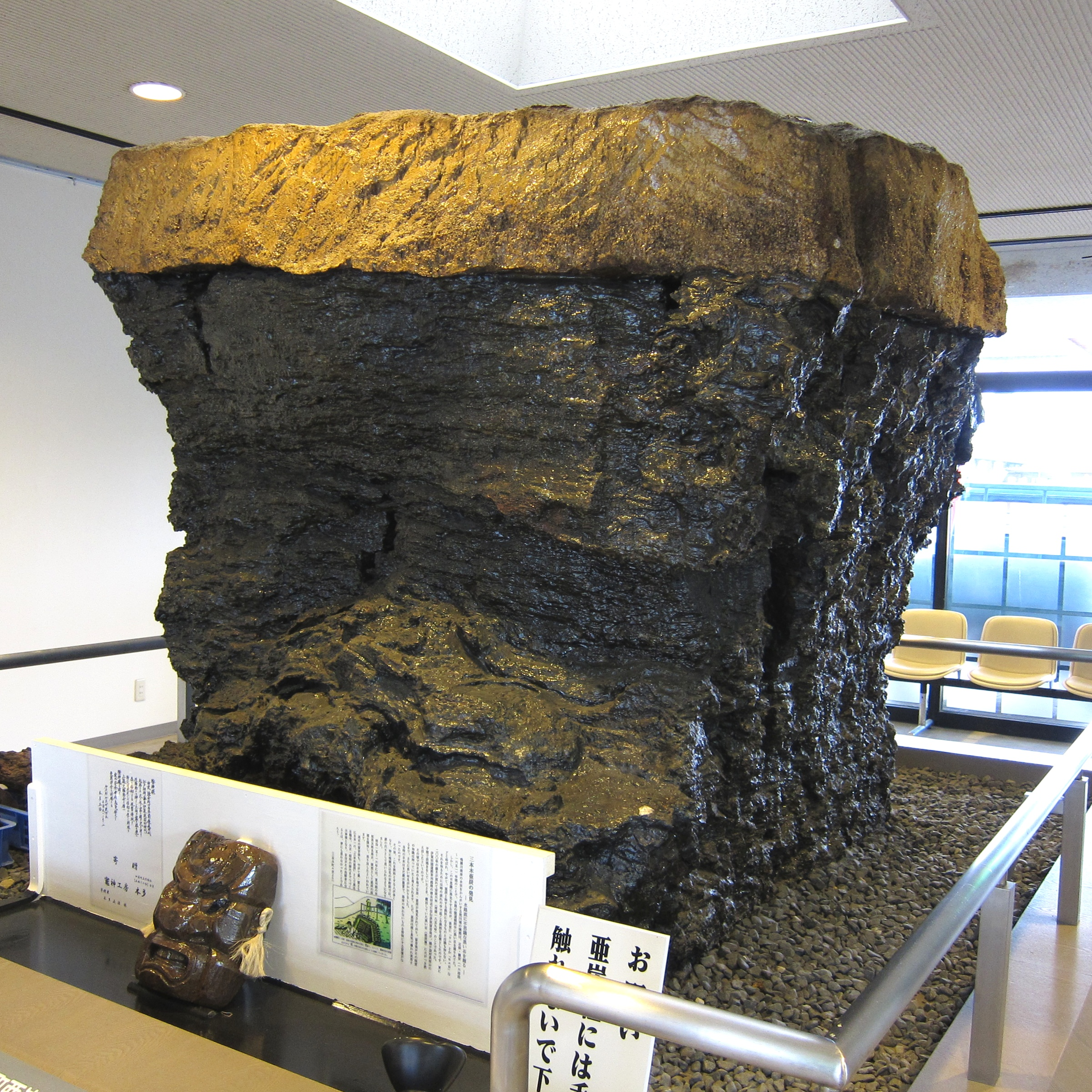
10-тонный кусок бурого угля в Музее бурого угля в Японии

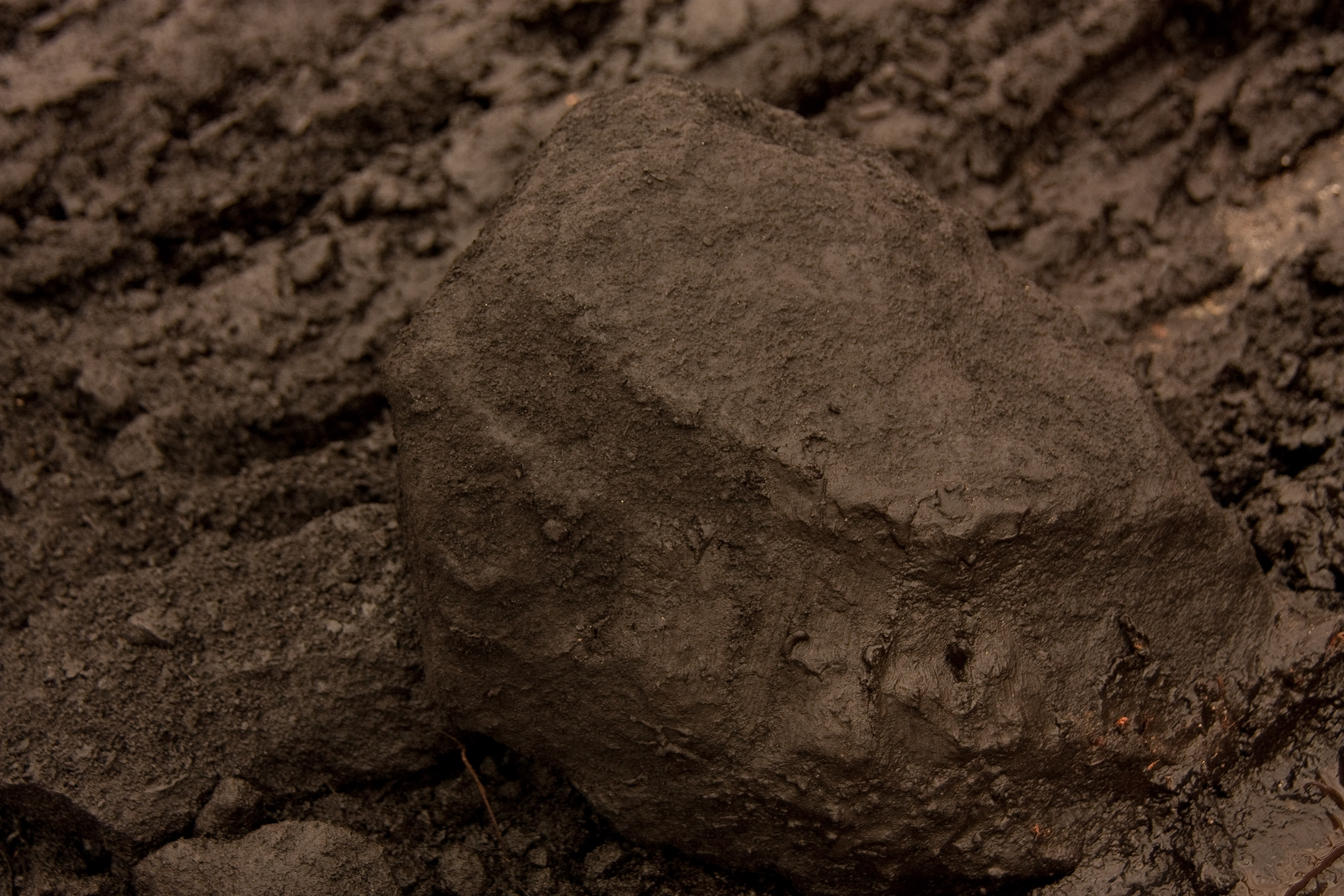
Наиболее типичный внешний вид бурого угля

Бу́рый у́голь (чёрный лигни́т) — горючее полезное ископаемое, ископаемый уголь 2-й стадии метаморфизма (переходное звено между лигнитом и каменным углем), образуется из лигнита или напрямую из торфа.
Бурым углём назывался уголь с высшей удельной теплотой сгорания влажной беззольной массы менее 24 МДж/кг, при отражательной способности витринита в масле (R0) ниже 0,50. Характеризуются бурые угли плотностью 1,2—1,5 т/м³, объёмной массой 1,05—1,4 т/м³, насыпной массой 0,7—0,97 т/м³. Бурые угли имеют разновидности:
- мягкие,
- землистые,
- матовые,
- лигнитовые,
- плотные.

По классификации в СССР подразделялись на стадии О1, О2, О3 и классы 01, 02, 03 углефикации, на 3 технологические группы по влажности, по выходу первичной смолы полукоксования на 4 группы, по удельной теплоте сгорания на 4 подгруппы. По международной классификации ЕЭК подразделялись по влажности на 6 классов, по выходу смол полукоксования на 5 групп. По принятой в США классификации, бурым углям соответствуют суббитуминозные угли B и C, лигниты A и B. В Австралии, Индии и некоторых других странах вместо названия бурый уголь, употребляется название лигнит.
Классификация ископаемых углей довольно запутана. Так, в Евросоюзе и Англии пользуются названием «лигнит» (которое считается синонимом бурого угля), а в Америке лигнит и бурый уголь выделяются отдельно, причем очень чётко. В России слово «лигнит» чаще всего является синонимом бурого угля (последний термин более распространен), либо недействующим термином; реже понятие «бурый уголь» охватывает лигнит высокой степени углефикации (ВСУ) и не захватывает суббитуминозный уголь ВСУ (последний относят к каменному).
Содержит 50—77 % углерода, 20—30 % (иногда до 40 %) влаги и много летучих веществ (до 50 %). Имеет черно-бурый или чёрный цвет, реже бурый (черта на фарфоровой плитке всегда бурая). Образуются из отмерших органических остатков под давлением нагрузки и под действием повышенной температуры на глубинах порядка 1 километра. Используется как топливо на тепловых электростанциях и котельных, а также как химическое сырьё. Имеют низкую теплоту сгорания, около 26 МДж/кг.
На воздухе бурый уголь быстро теряет влагу, растрескивается и превращается в порошок.

## Состав и строение
Бурый уголь является плотной, камнеподобной углистой массой от почти чёрного до светло-бурого цвета, всегда с бурой чертой. В нём нередко заметна растительная древесная структура; излом раковистый, землистый или деревянный. Легко горит коптящим пламенем, выделяя неприятный своеобразный запах гари.
При обработке гидроксидом калия дает темно-бурую жидкость. При сухой перегонке образует аммиак, свободный или связанный с уксусной кислотой. Удельный вес 0,5—1,5. Средний химический состав, за вычетом золы и серы: 50—77 % (в среднем 63 %) углерода, 26—37 % (в среднем 32 %) кислорода, 3—5 % водорода и 0—2 % азота. Основные примеси в буром угле те же, что и в любом другом ископаемом угле.
Подавляющее большинство бурых углей по вещественному составу относятся к гумитам. Сапропелиты и переходные гумусово-сапропелевые разности имеют подчинённое значение и встречаются в виде прослоев в пластах, сложенных гумитами. Большинство бурых углей слагается микрокомпонентами витринита группы (80—98 %) и только в юрских бурых углях Средней Азии преобладают микрокомпоненты группы фюзинита (45—82 %); для нижнекарбоновых бурых углей характерно высокое содержание лейптинита.
Бурые угли характеризуются повышенным содержанием фенольных, карбоксильных и гидроксильных групп, наличием свободных гуминовых кислот, содержание которых снижается с повышением степени метаморфизма от 64 до 2—3 % и смол от 25 до 5 %. На некоторых месторождениях мягкие бурые угли дают высокий выход бензольного экстракта (5—15 %), содержащего 50—75 % восков, и имеют повышенное содержание урана и германия.
Среднее содержание минерального остатка (золы) бурых углей составляет 20—45 % от массы сухого вещества. С повышением содержания золы теплотворная способность углей снижается, сложнее проектировать котельные установки тепловых электростанций и других устройств для сжигания углей. Основными компонентами золы углей являются диоксид кремния (около 30—60 %), оксид алюминия (порядка 10—20 %), а также оксиды кальция (7—15 %) и железа (8—15 %). Присутствие в золе больших количеств оксидов щелочных металлов заметно снижает температуру плавления золы, что необходимо учитывать при проектировании топочных устройств. Элементный состав золы сильно зависит не только от доминирующих пород исходных растений, но и от условий формирования угольного пласта (глубина залегания, подземные водоемы, состав почвы на данной глубине и пр.). Для удобства проведения теплотехнических расчетов и проектирования устройств для сжигания углей существуют справочные таблицы с параметрами углей различных пород и их зольных остатков.

## Классификация
Угли подразделяются на марки и технологические группы; в основу такого подразделения положены параметры, характеризующие поведение углей в процессе термического воздействия на них. Российская классификация отличается от западной.
В России все бурые угли относят к марке Б:
| Марки угля | Буквенное обозначение марок | Выход летучих веществ Vг, % | Содержание углерода Сг, % | Теплота сгорания Qгб, ккал/кг | Отражательная способность в масляной иммерсии, % |
| ---------- | --------------------------- | --------------------------- | ------------------------- | ----------------------------- | ------------------------------------------------ |
| Бурые      | Б                           | 41 и более                  | 76 и менее                | 6900-7500                     | 0,30-0,49                                        |

Угли подразделяются на технологические группы по спекающей способности; для указания технологической группы к буквенному обозначению марки прибавляется цифра, указывающая низшее значение толщины пластического слоя в данных углях, например Г6, Г17, КЖ14 и т.п.
По ГОСТ от 1976 г бурый уголь подразделяются по степени метаморфизма (углефикации) на три стадии: О1, О2, и О3 и классы 01, 02, 03. Основой такого подразделения принята отражательная способность витринита в масле R°, нормируемая величина её для стадии О1 — менее 0,30; О2 — 0,30—0,39; О3 — 0,40—0,49.
По международной классификации, принятой Европейской экономической комиссией (1957), бурые угли подразделяются на шесть классов по влажности (до 20, 20—30, 30—40, 40—50, 50—60 и 70 %) и пять групп по выходу смол полукоксования.
Среди разновидностей неофициально различают мягкие, землистые, матовые, лигнитовые и плотные (блестящие). Выделяют также:
- Плотный бурый уголь — бурого цвета с матовым блеском, землистым изломом;
- Землистый бурый уголь — бурый, легко истирающийся в порошок;
- Смолистый бурый уголь — очень плотный, темно-бурый и даже чёрный, в изломе блестящий наподобие смолы;
- Бумажный бурый уголь, или дизодил, представляет тонкослоистую истлевшую растительную массу, легко делящуюся на тонкие листики;
- Торфяной уголь, как бы войлочный, похожий на торф, часто содержит много посторонних примесей и иногда переходит в квасцовую землю.

Другая классификация — немецкая, основана на процентном содержании элементов:
| Российский аналог | Немецкое название | Летучие вещества % | Углерод % | Водород % | Кислород % | Сера % | Теплота сгорания Qгб, КДж/кг |
| ----------------- | ----------------- | ------------------ | --------- | --------- | ---------- | ------ | ---------------------------- |
| Бурые (лигниты)   | Braunkohle        | 45—65              | 60—75     | 6,0—5,8   | 34—17      | 0,5—3  | < 28470                      |

## Происхождение залежей
Наиболее крупные бассейны и месторождения бурых углей характерны для мезозойско-кайнозойских отложений. Исключение составляют нижнекаменноугольные бурые угли Восточно-Европейской платформы (Подмосковный бассейн). В Европе залежи бурых углей связаны почти исключительно с отложениями неоген-палеогенового возраста, в Азии — преимущественно юрского, в меньшей степени мелового и палеоген-неогенового, на остальных континентах — мелового и палеоген-неогенового. В России основные запасы бурых углей приурочены к юрским отложениям.
Значительная часть бурых углей залегает на небольших глубинах в угольных залежах глубинах 10—60 м, что позволяет отрабатывать их открытым способом. На отдельных месторождениях глубины залежей 100—200 м.
Материалом для образования бурого угля послужили различные пальмы, хвойные и лиственные деревья и торфяные растения, постепенное разложение которых под водой, без доступа воздуха, под прикрытием и в смеси с глиной и песком, постепенно ведёт к обогащению истлевающих растительных остатков углеродом при постоянном выделении летучих веществ. Одной из первых стадий такого истлевания, после торфа, является бурый уголь, дальнейшее разложение которого завершается превращением в каменный уголь и антрацит и даже графит.
Такой переход растительных остатков от слабо истлевшего состояния торфа через лигнит, бурый, каменный уголь и антрацит, наконец в чистый углерод — графит совершается, конечно, крайне медленно и вполне понятно, что, чем разновидности ископаемых углей богаче углеродом, тем древнее и геологический их возраст. Графит и шунгит приурочены к азойской группе, антрацит и каменный уголь — к палеозойской, а бурый уголь к мезозойской и преимущественно кайнозойской. Впрочем, каменный уголь встречается также и в мезозойских отложениях и, ввиду существования постепенного перехода между бурым и каменным углем, многими принято ископаемые угли моложе меловой системы называть бурым углем, а более древние — каменным углем, хотя по своим признакам они и заслуживали бы скорее названия бурого угля.
Общие мировые ресурсы бурых углей оцениваются (до глубины 600 м) в 4,9 трлн т (1981), из них точно подсчитаны 1,3 трлн т, измеренные 0,3 трлн т. Основные запасы сосредоточены в России, Германии, Польше и Австралии. Из них Германия является основным поставщиком бурых углей, Россия на втором месте.

## Отличия от каменного угля
От каменного угля бурый уголь внешне отличается цветом черты на фарфоровой пластинке — она всегда бурая.
Самое важное отличие от каменного угля заключается в меньшем содержании углерода и значительно большем содержании битуминозных летучих веществ и воды. Этим и объясняется, почему бурый уголь легче горит, даёт больше дыма, запаха и выделяет мало тепла. Из-за высокого содержания воды для сжигания его используют в порошке, в который он неминуемо превращается при сушке.
Содержание азота значительно уступает каменным углям, но повышено содержание серы.

## Применение
Как топливо бурый уголь вследствие своих недостатков (низкая теплота сгорания, повышенная влажность) имеет меньшее значение, чем каменный уголь. Главным преимуществом бурого угля является низкая стоимость. Применяется как на тепловых электростанциях (его используют такие крупные российские электростанции, как Берёзовская ГРЭС, Приморская ГРЭС, Благовещенская ТЭЦ), так и в котельных. Используется для пылевидного сжигания (при хранении бурый уголь высыхает и рассыпается, легко размалывается), а иногда и целиком. Однако в Греции и особенно в Германии бурый уголь активно используется в тепловых электростанциях.
С большой скоростью распространяется получение жидких углеводородных топлив из бурого угля перегонкой. После перегонки остаток годится для получения сажи. Из него извлекают горючий газ, получают углещелочные реагенты и монтан-воск (горный воск).
В мизерных количествах он применяется и для поделок.

## Крупные месторождения

### Австралия
В долине Латроб добывают 90—98,5 % бурого угля всей Австралии.

### Германия
Германия — крупнейший производитель бурого угля в Европе, соперничать с ней может только Россия. Из достоверных запасов бурого угля (80 млрд т) большая часть находится в Восточной Германии (Лаузицкий и Среднегерманский бассейны), а в Западной Германии выделяется бассейн к западу от Кёльна (Нижнерейнский). Бурый уголь здесь добывается открытым способом. Бурый уголь — одна из основных статей экспорта Германии.

### Россия

#### Солтонское месторождение
Солтонское угольное месторождение — угольное месторождение, расположенное на Алтае, в России. Прогнозируемые запасы оцениваются в 250 миллионов тонн. Уголь здесь добывается открытым способом. В настоящее время разведанные запасы бурого угля на двух разрезах составляют 34 миллиона тонн. В 2006 году здесь было добыто 100 тысяч тонн угля. Также на реке Селенга есть месторождение бурого угля.

#### Канско-Ачинский бассейн
Канско-Ачинский угольный бассейн, расположен на несколько сотен километров восточнее Кузнецкого бассейна на территории Красноярского края и частично в Кемеровской и Иркутской областях России. Этот Центрально-Сибирский бассейн обладает значительными запасами энергетического бурого угля. Добыча ведётся в основном открытым способом (открытая часть бассейна составляет 45 тысяч км² — 143 миллиардов тонн угля пласты мощностью 15—70 м.). Встречаются также месторождения каменного угля.
Общие запасы составляют около 638 миллиардов тонн. Мощность рабочих пластов от 2 до 15 м, максимальная — 85 м. Угли сформировались в юрский период. Площадь бассейна поделена на 10 промышленно-геологических районов, в каждом из которых разрабатывается по одному месторождению:
- Абанское
- Ирша-Бородинское
- Берёзовское
- Назаровское
- Боготольское
- Бородинское
- Урюпское
- Барандатское
- Итатское
- Саяно-Партизанское

#### Тунгусский угольный бассейн
Тунгусский угольный бассейн располагается на территории Республики Саха и Красноярского края РФ. Основная часть его располагается в Центрально-Якутской равнине в бассейне реки Лены и её притоков (Алдана и Вилюя). Площадь около 750 000 км². Общие геологические запасы до глубины 600 м — более 2 триллионов тонн. По геологическому строению территория угольного бассейна подразделяется на две части: западную, которая занимает Тунгусскую синеклизу Сибирской платформы, и восточную, входящую в краевую зону Верхоянского хребта.
Угольные пласты этого бассейна сложены из осадочных пород от нижнеюрского до палеогенового периодов. Залегание угленосных пород осложнено пологими поднятиями и впадинами. В Приверхоянском прогибе угленосная толща собрана в складки, осложнённые разрывами, мощность её 1000—2500 м. Количество и мощность угольных пластов мезозойского возраста в различных частях бассейна разнообразны: в западной части от 1 до 10 пластов мощностью 1—20 м, в восточной до 30 пластов мощностью 1—2 м. Встречаются не только бурые, но и каменные угли.
В тунгусских бурых углях содержится от 15 до 30 % влаги, зольность углей 10—25 %, теплота сгорания 27,2 МДж/кг. Пласты бурого угля имеют линзовидный характер, мощность меняется от 1—10 м до 30 м.
Месторождения бурого угля часто располагаются рядом с каменноугольными. Поэтому он добывается также в таких известных бассейнах как Минусинский или Кузнецкий.

#### Челябинский угольный бассейн
Начатое промышленно разрабатываться в начале XX века и истощённое к концу века месторождение. Под угли месторождения приспособлены были строившиеся местные предприятия металлургии и теплоэлектроснабжения.

### Украина
В 60-80-е годы 20 столетия Украина добывала порядка 10 млн тонн бурого угля из Александрийского геолого-промышленного района Днепровского буроугольного района. Пик добычи пришелся на 1976 год, когда производственное объединение «Александрияуголь» добыло 11722,7 тыс. тонн, получив 4079,7 тыс. тонн топливного буроугольного брикета. Днепровский бассейн расположен в центральной части Украины на территории 6 областей: Житомирской, Винницкой, Черкасской, Кировоградской, Днепропетровской, Запорожской. В его пределах выявлено около 200 месторождений c различными запасами и горно-геологическими условиями. Извлекаемые ресурсы Днепровского буроугольного района оцениваются в 1,15 млрд.тонн. В 2008 году, в ходе неудачного эксперимента с арендой производственных предприятий государственной холдинговой компании «Александрияуголь», добыча и реализация практически прекратилась и сократилась до исторического минимума в 41 тыс. тонн, а в 2009 была полностью прекращена. Возобновлена добыча на Мокрокалыгорском месторождении, запасы которого оцениваются в 7,76 млн т. Угольная промышленность Украины насчитывает свыше 250 шахт и 6 карьеров, 64 обогатительные фабрики, 3 угледобывающие комбинаты, 17 заводов угольного машиностроения, 20 научно-исследовательских, проектно-конструкторских и технологических организаций.

## Добыча
Добыча бурого угля, в миллионах тонн:
| №   | Страна    | Добыча в 2010 | Добыча в 2013 |
| --- | --------- | ------------- | ------------- |
| 1.  | Германия  | 169           | 183           |
| 2.  | Китай     | н/д           | 147           |
| 3.  | Россия    | 76            | 73            |
| 4.  | США       | 65            | 70            |
| 5.  | Польша    | 56            | 66            |
| 6.  | Индонезия | 163           | 65            |
| 7.  | Австралия | 67            | 63            |
| 8.  | Турция    | 69            | 58            |
| 9.  | Греция    | 56            | 54            |
| 10. | Индия     | н/д           | 44            |
|     | Всего:    | 1042          | 1056          |